# Meguro (Tokio)

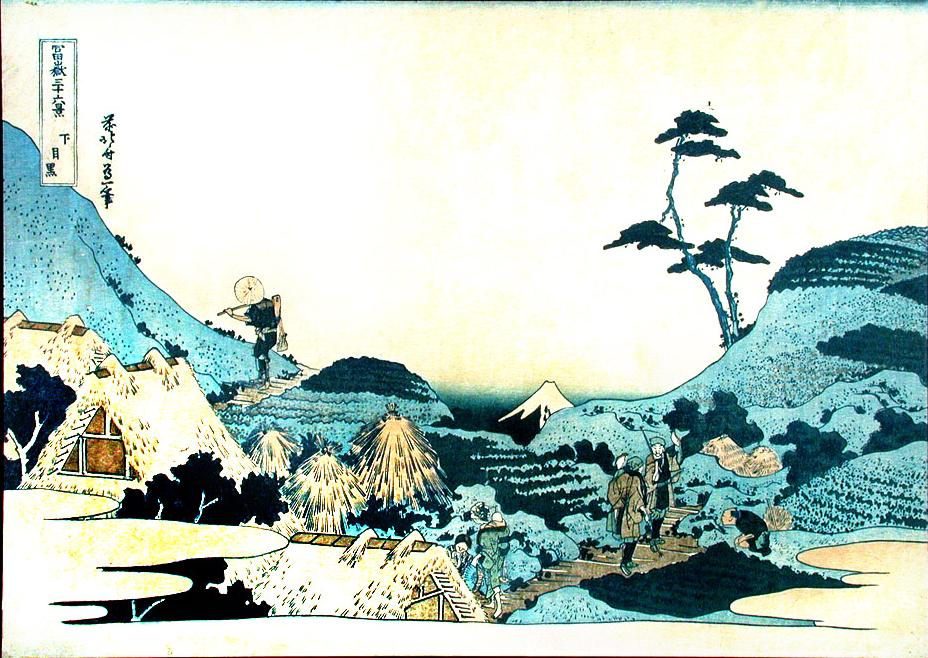
Hokusai ukiyo-e de una vista del Monte Fuji, desde Shimo Meguro

Meguro (目黒区 Meguro-ku?) es un barrio especial de la Metrópolis de Tokio, en Japón. Es común que se autodenomine "Ciudad de Meguro". En 2005, la población se estimaba en 255 833 habitantes, con una densidad de 16 880 habitantes por km², en un área de 14,70 km². En Meguro se encuentran quince embajadas y consulados. El barrio especial fue creada el 15 de marzo de 1947. En este se han hallado restos paleolíticos de los períodos Jōmon, Yayoi y Kofun.